# Vincenzo de Cesati
Vincenzo de Cesati, född den 24 maj 1806 i Milano, död den 13 februari 1883 i Neapel, var en italiensk botaniker.
Cesati var professor vid Neapels universitet och referent av Italiens botaniska litteratur i tidskriften Linnæa. Han undersökte muscardinsvampen hos silkesmasken (1852) och utgav Compendio della flora italiana (1869-70).